# アンドレア・ドーリア (客船)
アンドレア・ドーリア（Andrea Doria）は、イタリアのイタリアン・ラインが運航した客船（オーシャン・ライナー）。1956年にニューヨークへ向かう途中、衝突事故を起こし転覆・沈没した。

## 概要
第二次世界大戦により「レックス」「コンテ・ディ・サボイア」等の大型客船を失ったイタリアン・ラインは、戦後の1950年代に3万総トン級客船5隻の建造を開始した。本船はその三番船である。1952年12月、イタリアのアンサルド造船所で竣工し、1953年1月14日より北大西洋航路に就航した。
戦前のオーシャンライナーと比較すると小ぶりで速力も遅いが、近代的な単煙突となり、洗練された流麗なスタイルが特徴である。本船の前に建造された、ほぼ同サイズの客船「ジュリオ・チェザーレ」「アウグストゥス」がディーゼル機関を搭載していたのに対して、運行スケジュールの正確さが求められるニューヨーク線に投入される本船は、蒸気タービン機関を搭載し、航海速力を約2ノット高速化している。戦前よりイタリアンラインの客船の特徴であったリドデッキ（露天甲板）のプールも継承されており、1等、キャビンクラス・ツーリストクラスそれぞれに専用のプールが設けられていた。戦後の客船らしくレーダーを装備していたが、衝突を避けることはできなかった。

## 衝突による沈没

### 衝突

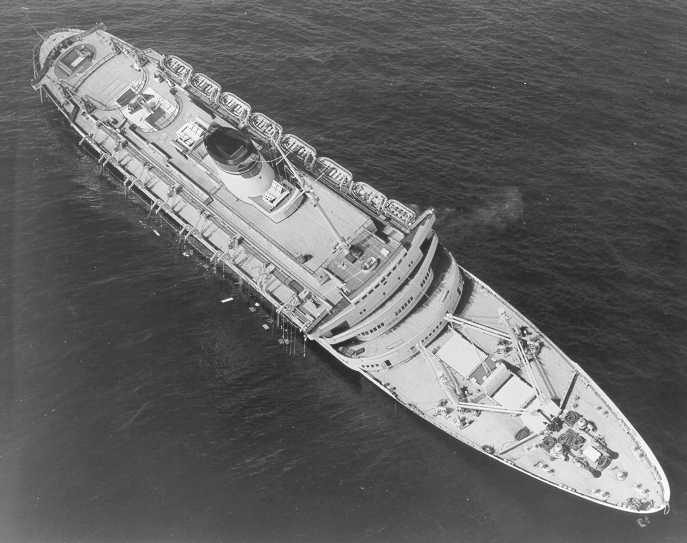
衝突後、右舷に傾斜した本船。左舷の救命ボートは降ろされていない。

1956年7月25日、ニューヨークへ向かっていた本船は、霧が立ちこめる中、翌日の入港を目指して、200海里東のナンタケット灯台船の南側を通過した。濃霧により視界が悪いことを踏まえ、船長のピエロ・カマライは速力をやや落とし、防水隔壁の閉鎖を命じた。一方、ニューヨークを出港して北欧へ向かっていたスウェーデン・アメリカ・ラインの客船「ストックホルム」は、本船とほぼ正対する形で接近しつつあった。
ナンタケット灯台船の南側はニューヨーク港に出入りする船舶で混雑するため、国際海上安全委員会は東行船は西行船より20海里南の航路を通ることを推奨していた。しかし、「ストックホルム」の船籍国であるスウェーデンは同委員会に参加しておらず、「ストックホルム」は本船が航行する西行き航路を逆走する形で急速に接近していった。

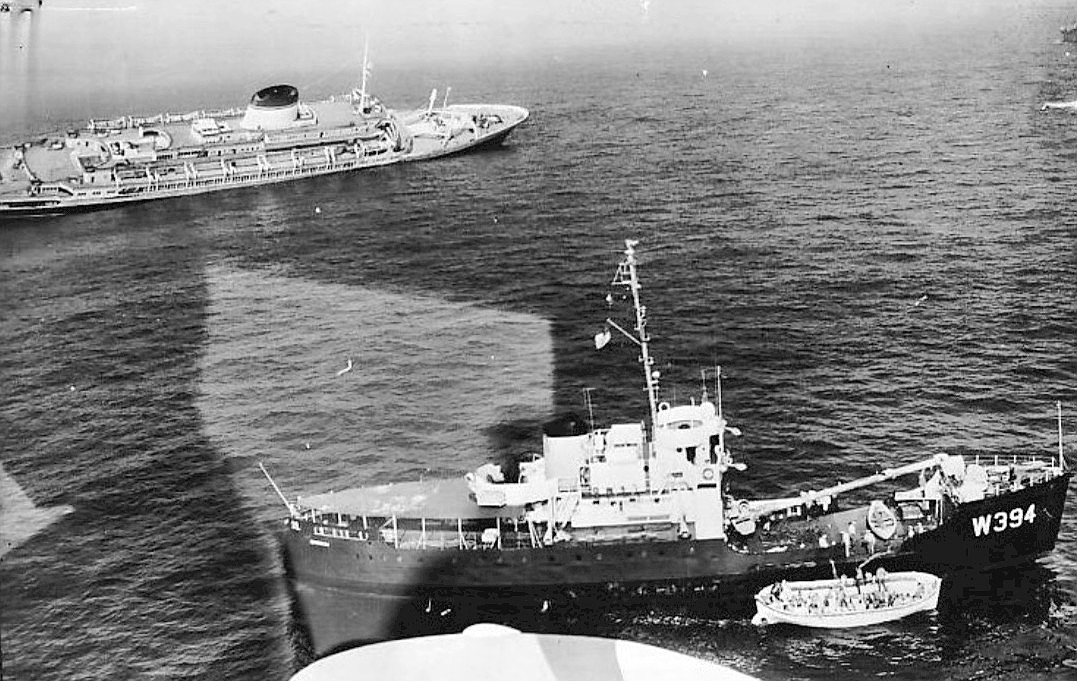
来援した救助船
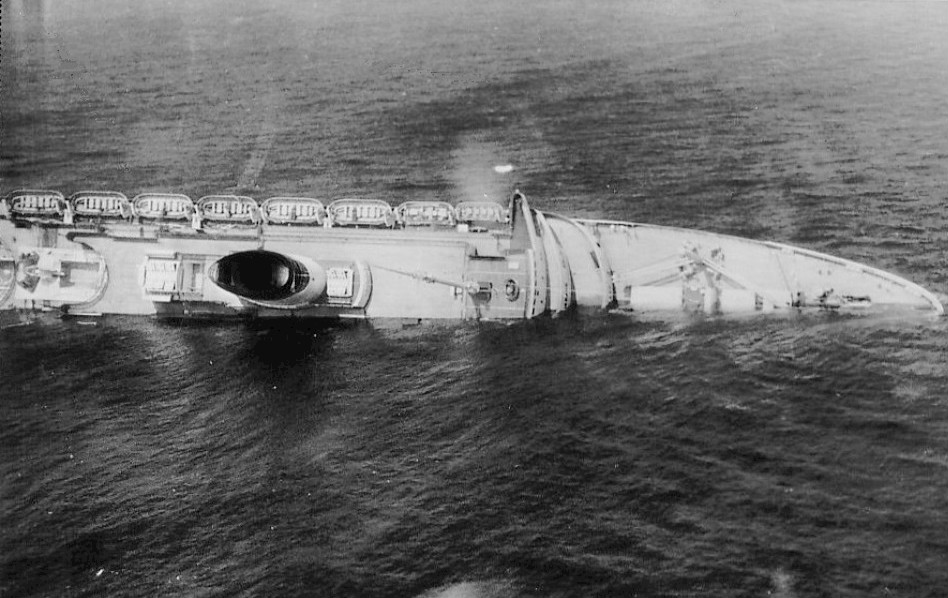
傾斜を増す本船
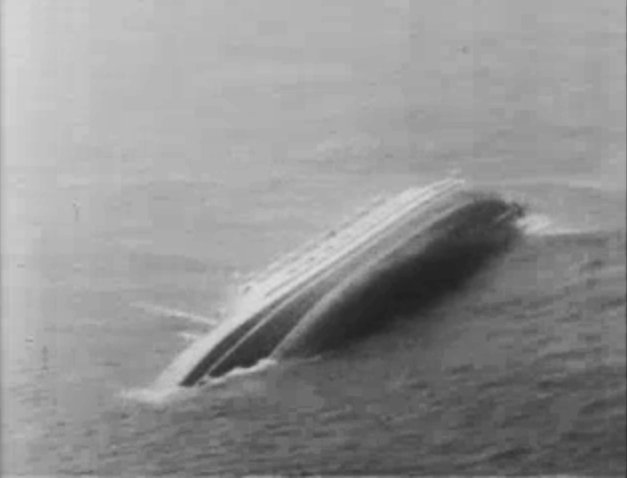
転覆した本船
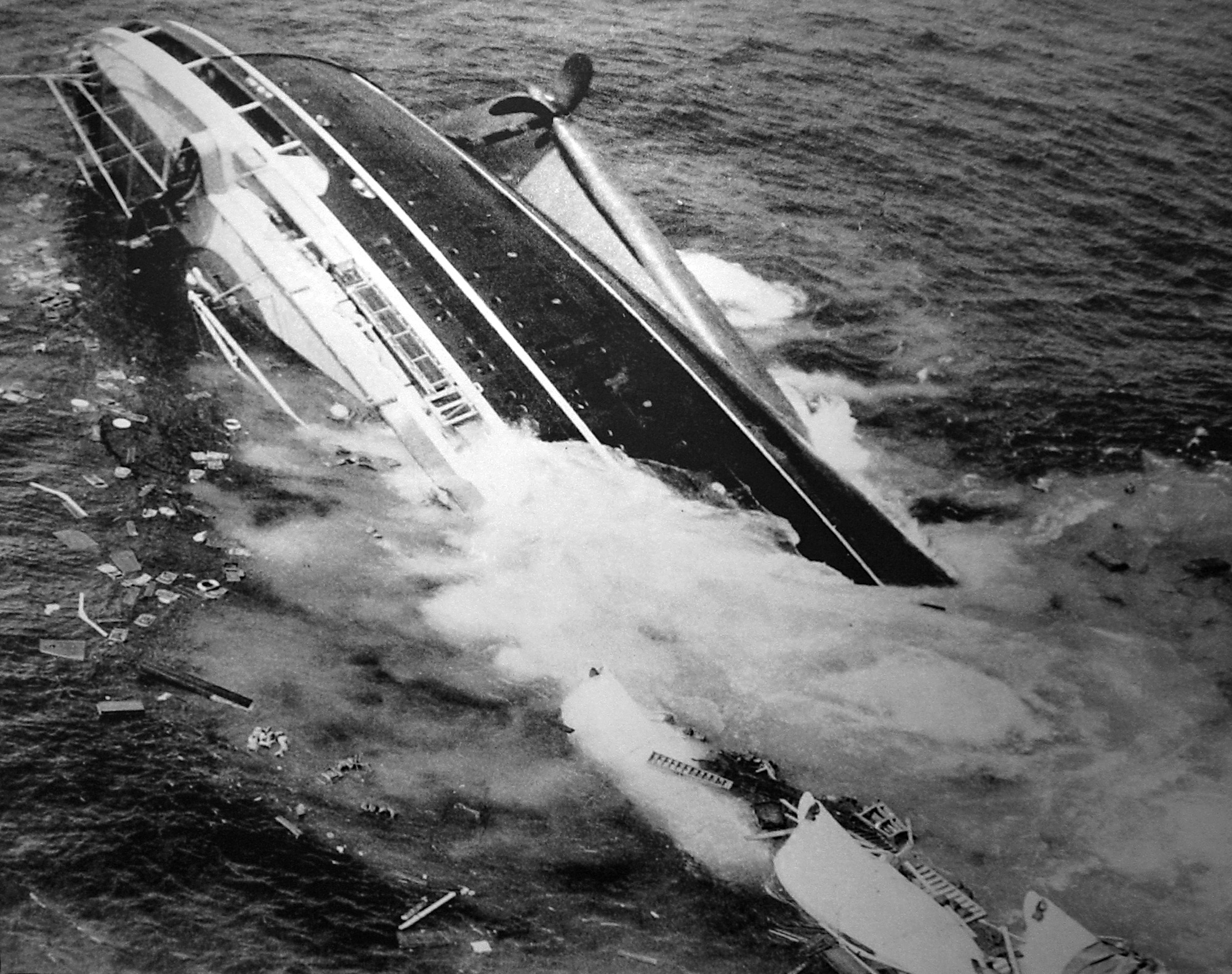
沈みゆく本船
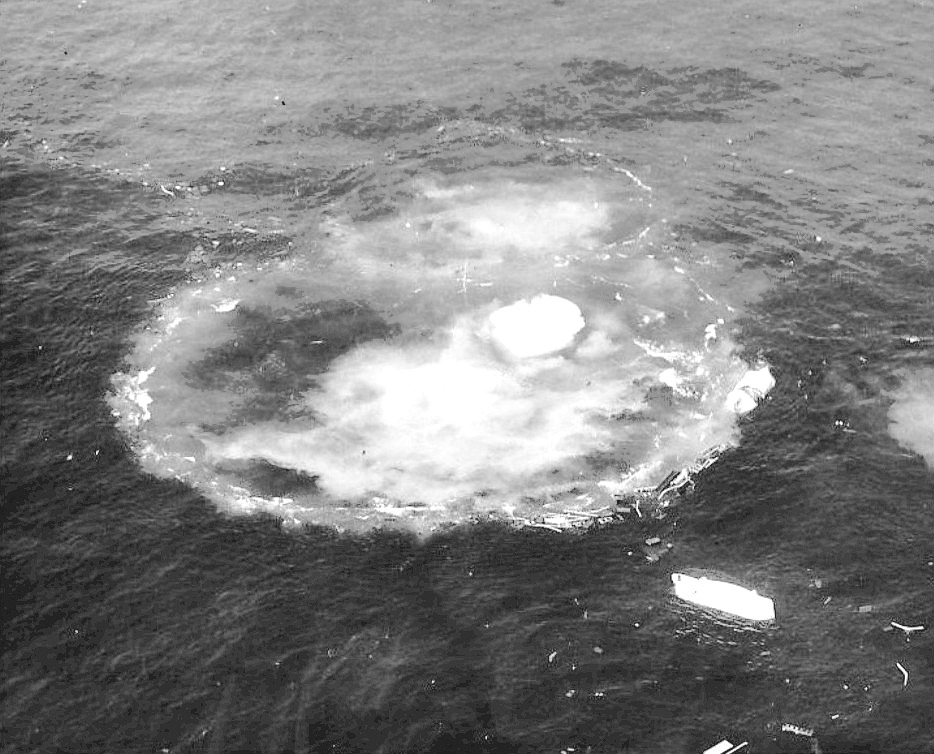
沈没後の渦